# 神戸地方裁判所
神戸地方裁判所（こうべちほうさいばんしょ）は、兵庫県神戸市にある日本の地方裁判所の一つで、兵庫県を管轄している。略称は、神戸地裁（こうべちさい）。伊丹、尼崎、明石、柏原、姫路、社、龍野、豊岡、洲本に支部を置いている。

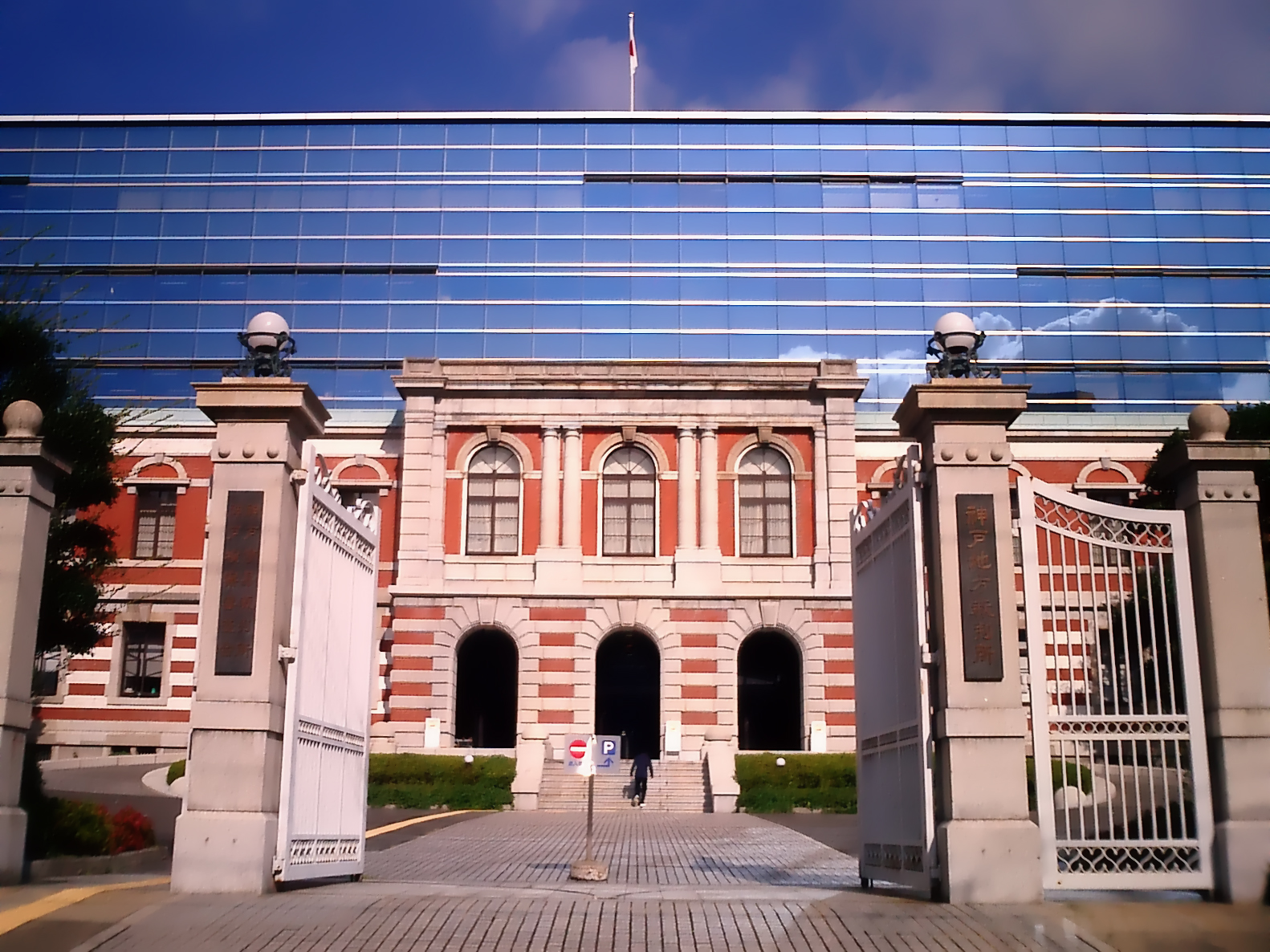
正面

兵庫県を管轄しており、神戸地方裁判所には神戸市中央区に置かれている本庁のほか、伊丹市、尼崎市、明石市、柏原（丹波市）、姫路市、社（加東市）、龍野（たつの市）、豊岡市、洲本市の9市に地方裁判所と家庭裁判所の支部を設置しているほか、前述の10箇所にくわえ西宮市、丹波篠山市、加古川市、浜坂（美方郡新温泉町）の4箇所を加えた14箇所に簡易裁判所を設置している。また神戸第一、神戸第二、伊丹、姫路、豊岡の5つの検察審査会も設置されている。

## 建物
1904年（明治37年）に建設された赤煉瓦の庁舎（河合浩蔵設計）がファサード保存されている。1991年（平成3年）、神戸営繕事務所により改築設計。

## 所在地
- 本庁：兵庫県神戸市中央区橘通2丁目2-1　北緯34度40分58.1秒 東経135度10分33.6秒 / 北緯34.682806度 東経135.176000度
JR神戸線 神戸駅 北徒歩7分
神戸高速鉄道(阪神・阪急神戸高速線) 高速神戸駅 北徒歩5分
市営地下鉄西神・山手線 大倉山駅 南徒歩5分

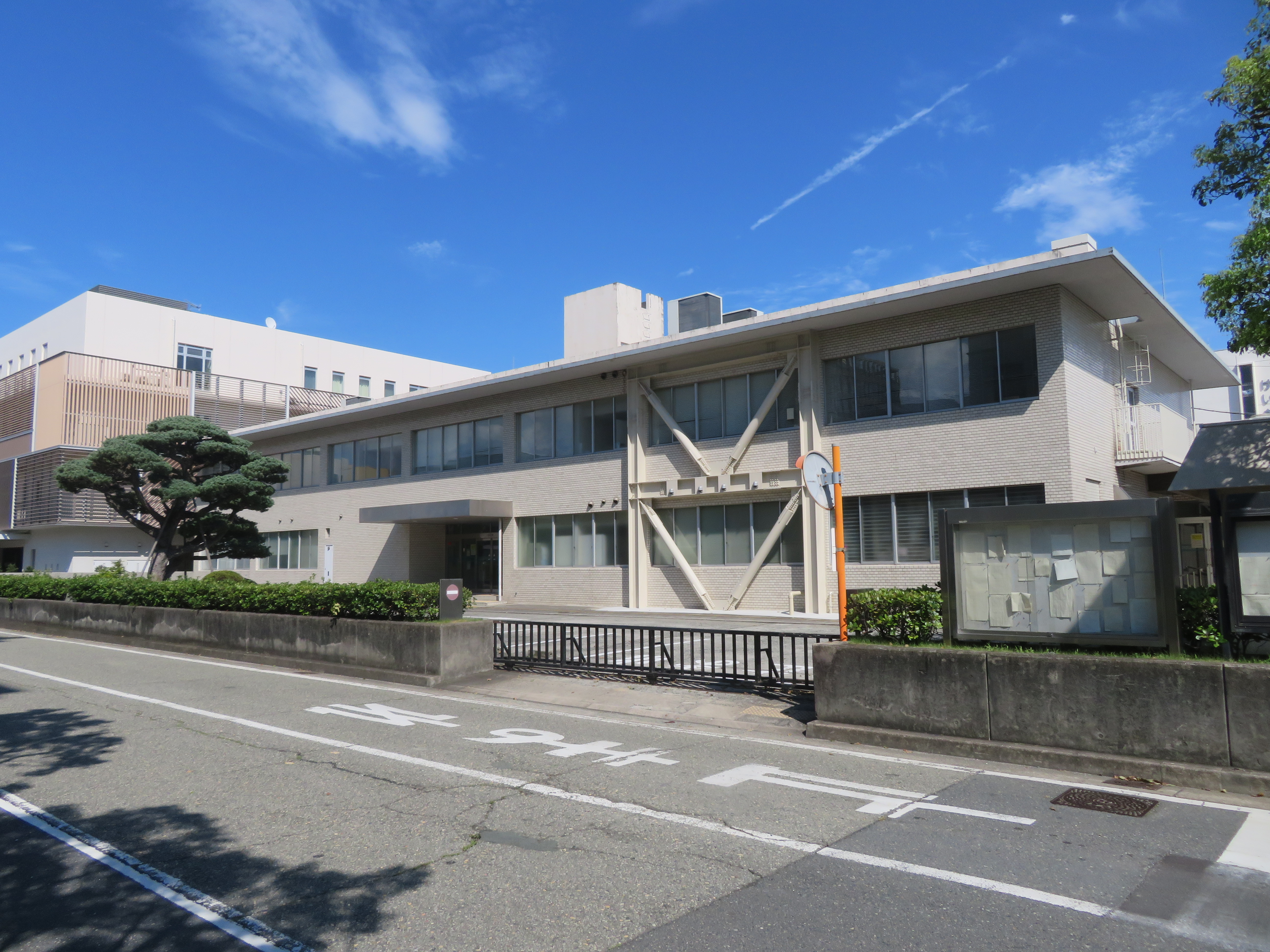
伊丹支部：兵庫県伊丹市千僧1丁目47-1　北緯34度47分0秒 東経135度24分4.6秒 / 北緯34.78333度 東経135.401278度
JR福知山線 伊丹駅から市バス3・5・17・20又は24系統で15分「裁判所前」バス停下車すぐ
阪急電鉄伊丹線 伊丹駅から市バス3・5・17・20・24又は84系統で10分「裁判所前」バス停下車すぐ
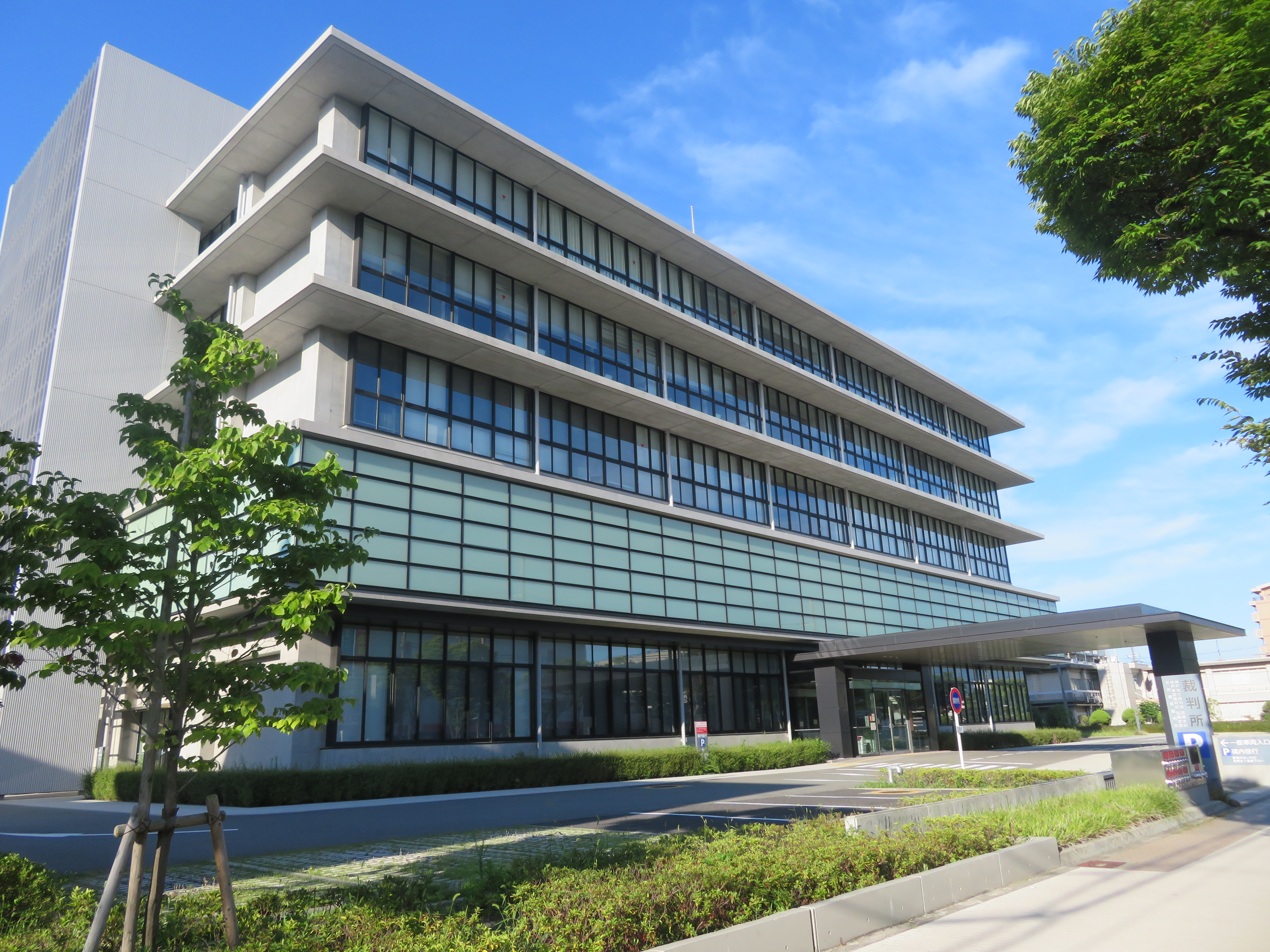
尼崎支部：兵庫県尼崎市水堂町3丁目2-34　北緯34度44分38.6秒 東経135度23分51.6秒 / 北緯34.744056度 東経135.397667度
JR神戸線 立花駅 北徒歩10分
阪急電鉄 神戸本線 武庫之荘駅 南東徒歩15分
- 明石支部：兵庫県明石市天文町2丁目2-18　北緯34度38分44.7秒 東経135度0分1.3秒 / 北緯34.645750度 東経135.000361度
JR神戸線 明石駅 南東徒歩12分
山陽電鉄本線 人丸前駅 南西徒歩5分
- 柏原支部：兵庫県丹波市柏原町柏原439　北緯35度7分46.1秒 東経135度4分52.6秒 / 北緯35.129472度 東経135.081278度
JR福知山線 柏原駅 北東徒歩8分
- 姫路支部：兵庫県姫路市北条1丁目250　北緯34度49分22.2秒 東経134度41分46.2秒 / 北緯34.822833度 東経134.696167度
山陽新幹線, JR神戸線, 播但線, 姫新線 姫路駅 南東徒歩10分
山陽電鉄 山陽姫路駅 南東徒歩15分
- 社支部：兵庫県加東市社490-2　北緯34度54分53.8秒 東経134度58分9.4秒 / 北緯34.914944度 東経134.969278度
JR加古川線 社町駅又は滝野駅 東徒歩45分 神姫バス「社営業所前」東徒歩10分 中国ハイウェイバス「滝野社インター」下車タクシー10分
- 龍野支部：兵庫県たつの市龍野町上霞城131　北緯34度52分5秒 東経134度32分40.6秒 / 北緯34.86806度 東経134.544611度
JR姫新線 本竜野駅 西北徒歩20分
- 豊岡支部：兵庫県豊岡市京町12-81　北緯35度32分22.9秒 東経134度49分20.8秒 / 北緯35.539694度 東経134.822444度
JR山陰線, 京都丹後鉄道宮豊線 豊岡駅 東南徒歩15分 全但バス 豊田町停留所 徒歩2分
- 洲本支部：兵庫県洲本市山手1丁目1-18　北緯34度20分23秒 東経134度54分5.8秒 / 北緯34.33972度 東経134.901611度
洲本バスセンター（本四海峡バス、西日本JRバス、阪急バス、淡路交通、神姫バス、山陽バス）から南徒歩10分 淡路交通由良線「公園前」徒歩2分

- 伊丹支部
- 尼崎支部

## 管轄
本庁
- 神戸市（西区を除く）、三木市、三田市

伊丹支部
- 伊丹市、宝塚市、川西市、川辺郡猪名川町

尼崎支部
- 尼崎市、西宮市、芦屋市

明石支部
- 神戸市西区、明石市

柏原支部
- 丹波篠山市、丹波市

姫路支部
- 姫路市、相生市、加古川市、赤穂市、高砂市、朝来市（生野地域に限る）、加古郡稲美町、播磨町、神崎郡市川町、福崎町、神河町、赤穂郡上郡町

社支部
- 西脇市、小野市、加西市、加東市、多可郡多可町

龍野支部
- 宍粟市、たつの市、揖保郡太子町、佐用郡佐用町

豊岡支部
- 豊岡市、養父市、朝来市（生野地域を除く）、美方郡香美町、新温泉町

洲本支部
- 洲本市、南あわじ市、淡路市

※ただし、行政事件および伊丹・明石・柏原・洲本の各支部の合議事件、伊丹・明石・柏原の各支部の少年事件は本庁で、社・龍野の各支部の合議事件と少年事件は姫路支部でそれぞれ取り扱う。
※また、神戸市西区を管轄とする民事通常訴訟事件、手形訴訟事件、小切手訴訟事件、人事訴訟事件、保全命令事件は、本来の管轄である明石支部のほか、特例により本庁でも取り扱う。
※本庁および伊丹、尼崎、明石、柏原、洲本支部管内の裁判員の参加する刑事裁判は本庁で、姫路、社、龍野、豊岡支部管内の裁判員の参加する刑事裁判は姫路支部で行う。
※執行事件のうち不動産競売事件については、本庁、明石および洲本支部管内所在の物件については本庁で、尼崎、伊丹および柏原支部管内所在の物件については尼崎支部で、姫路、社および龍野支部管内所在の物件については姫路支部で、それぞれ取り扱っている。

## 出した判決
- 神戸市立小学校強制進級事件
- 神戸高専剣道実技拒否事件

## 歴代所長
（在任期間、後職など）
- 日高敏夫（1980年4月1日 - 1981年11月27日 札幌高等裁判所長官）
- 兒島武雄（1981年11月28日 - 1984年3月31日 大阪高等裁判所部総括判事）
- 奥村正策（1984年4月1日 - 1986年11月25日 大阪地方裁判所長）
- 原田直郎（1986年11月26日 - 1988年3月16日 大阪地方裁判所長）
- 山田敬二郎（1988年3月17日 - 1989年9月3日 大阪家庭裁判所所長）
- 志水義文（1989年9月4日 - 1992年11月19日 大阪高等裁判所部総括判事）
- 池田良兼（1992年 - 1995年 大阪地方裁判所長）
- 島田礼介（1995年6月 - 1999年3月 名古屋高等裁判所長官）
- 村上敬一（1999年3月 - 2000年7月 東京高等裁判所部総括判事）
- 田中正人（2000年7月 - 2001年9月 大阪高等裁判所判事）
- 松山恒昭（2001年9月 - 2004年9月 大阪高等裁判所部総括判事）
- 林醇（2004年9月 - 2007年4月 大阪家庭裁判所長）
- 三浦潤（2007年4月 - 2008年10月 大阪高等裁判所部総括判事）
- 前田順司（2008年10月 - 2010年6月 東京高等裁判所部総括判事）
- 川合昌幸（2010年6月 - 2011年12月 大阪高等裁判所部総括判事（第2刑事部））
- 富田善範（2011年12月 - 2013年8月 知的財産高等裁判所部総括判事）
- 高野伸（2013年8月 - 2014年8月 東京高等裁判所部総括判事）
- 山下郁夫（2014年8月 - 2015年12月 大阪高等裁判所部総括判事）
- 中本敏嗣（2016年1月 - 2017年5月 大阪高等裁判所部総括判事）
- 本多俊雄（2017年5月 - 2018年12月 大阪高等裁判所部総括判事）
- 宮崎英一（2018年12月 - 2020年10月 大阪高等裁判所部総括判事）
- 古財英明（2020年10月 - 2021年5月 仙台高等裁判所長官）
- 西川知一郎（2021年5月 - 2022年9月 大阪家庭裁判所長[1]）
- 遠藤邦彦（2022年9月 - [2]）